# Hochwürden Don Camillo
Hochwürden Don Camillo (Originaltitel: Don Camillo monsignore… ma non troppo) ist der vierte Film aus der Don-Camillo-und-Peppone-Reihe, die auf den Erzählungen von Giovanni Guareschi basiert. Fernandel und Gino Cervi übernahmen erneut die Hauptrollen.

## Handlung
Im Gegensatz zu den bisherigen Filmen beginnt das Geschehen nicht in Brescello, sondern in Rom. Peppone sitzt seit drei Jahren als Abgeordneter der kommunistischen Partei im Senat, in dem er sich langweilt. Don Camillo ist zum Monsignore aufgestiegen und für die Kurie u. a. damit beschäftigt, Besuchergruppen zu empfangen und Briefe zu diktieren, was ihn ebenso langweilt.
Da kommt es beiden gelegen, dass sich in ihrem Heimatdorf etwas ereignet, womit sich sogar das ferne Rom befassen muss: Die Kommunistische Partei, die im Rathaus von Brescello in der Mehrheit ist, will Wohnhäuser für die arme Bevölkerung bauen. Auf einem der Baugrundstücke steht jedoch das Heiligenhäuschen mit der Madonna von Borghetto, das dem Bau weichen soll.
Der Streit um den Abriss wird nach Rom getragen. Dort erhält Peppone den Auftrag, die Interessen der Kommunisten durchzusetzen. Gleichzeitig kommt ein junger Priester zu Don Camillo, um sich gute Ratschläge für die ihm aufgetragene Reise nach Brescello zu holen, wo er die Interessen der Kirche vertreten soll. Mit einer List gelingt es Don Camillo, dass die Aufgabe ihm übertragen wird.
So machen sich beide gleichzeitig auf den Weg, benutzen denselben Schlafwagenzug Richtung Parma und treffen auch zufällig im selben Abteil aufeinander. Keiner teilt dem anderen seinen wirklichen Grund der Reise mit. Während Peppone am Bahnhof am nächsten Morgen mit dem Auto abgeholt wird, setzt Don Camillo die Reise mit dem Bummelzug fort. Am Bahnhof von Brescello treffen sie sich wieder und marschieren gemeinsam ins Dorf, ganz im Zeichen der Entspannung, der „Distensione“.
Später an der Baustelle gelingt es Don Camillo mit einer geschickten Rede, die versammelte Bevölkerung und die anwesende Presse auf seine Seite zu ziehen. Er schenkt das Grundstück der Gemeinde mit der Auflage, dass die zu bauenden Wohnungen zur Hälfte von Personen belegt werden, die von der Kirche ausgesucht werden. Peppone braucht den Bildstock mit der Madonna nur noch abzureißen. Die Bevölkerung protestiert jedoch und Peppone bringt es nicht fertig, mit der Spitzhacke zuzuschlagen. Auch der Abrissversuch mit einem Drahtseil, das um die Madonna geschlungen und an einen Lkw gehängt wird, misslingt, weil das Drahtseil reißt. Der anwesenden Bevölkerung kommt dies wie ein Wunder vor – weitere Abrissversuche unterbleiben.
Über Nacht kommt Peppone die rettende Idee: Die Madonna bleibt stehen und es wird um sie herumgebaut. Die eine Wohnung, die dadurch weniger entsteht, wird von den der Kirche zustehenden Wohnungen abgezogen.
Ein neuer Streit zwischen den beiden Protagonisten entsteht, weil der älteste Sohn von Peppone, Walter, heiraten will, aber Peppone nur eine zivile Hochzeit im Rathaus erlaubt. Der Streit ist noch nicht entschieden, als Don Camillo Schwierigkeiten beim Baden im Fluss Po bekommt. Die Kommunistin Gisela entwendet am Ufer seine Kleider, so dass Don Camillo ans andere Ufer schwimmen und sich neue Kleidung besorgen muss. Auch Peppone hat weitere Probleme: Er gewinnt im Toto 10 Millionen Lire (in der deutschen Synchronisation im Lotto). Er hat aber den Tippschein unter dem Pseudonym Pepito Sbazzeguti in einer von Kommunisten frequentierten Bar abgegeben und kann den Gewinn nicht holen, ohne erkannt zu werden. Er könnte das Geld auch nicht für sich behalten, wenn seine Genossen davon wüssten. Don Camillo schlägt einen Handel vor: Er holt den Gewinn bei der Lotteriegesellschaft ab und gibt ihn Peppone, der dafür seinen Sohn auch kirchlich heiraten lässt – und zwar in einer verlassenen Kirche am Fluss, so dass es die übrige Gemeinde nicht mitbekommt.
Nachdem diese Probleme beseitigt sind, droht das nächste Unheil: Don Camillo findet heraus, wer ihm am Fluss die Kleider gestohlen hat, zieht Gisela einen Sack über den Kopf, bevor sie ihn erkennen kann und der Ehemann von Gisela bestreicht ihr Hinterteil mit roter Farbe. Dieser persönliche Racheakt wird von den Kommunisten als Überfall auf die Partei an sich gewertet und mit einem Generalstreik im Dorf beantwortet.
Nachdem sich gleichzeitig die weltpolitische Lage verschärft hat (Zeitungsschlagzeile: „Amerikanische U2 über Russland abgeschossen“), weitet sich der Streik auf das ganze Land aus. Aus Brescello werden Demonstrationsteilnehmer mit dem Motorrad in die Provinzhauptstadt Reggio nell’Emilia geschickt, wo bei Zusammenstößen mit der Polizei einer der Teilnehmer umkommt. Zum Begräbnis des getöteten Demonstranten fordert Peppone das Geläut der Kirchenglocken, was Don Camillo zunächst verweigert, weil der Trauerzug nicht in der Kirche halten will. So schafft Peppone von seinem eigenen Geld aus dem Totogewinn eine riesige Glocke an, lässt sie auf dem Marktplatz aufstellen und schenkt sie der Stadt. Als der Trauerzug auf die Piazza marschiert, schließt sich Don Camillo jedoch dem Geläut der städtischen Glocke an.
Am Ende werden beide wieder nach Rom beordert. Don Camillo versucht zwar, seine Abreise noch zu verzögern, indem er Peppone den Auftrag erteilt, den für die Rückfahrt bestimmten Wagen zu manipulieren; das Auto wird von Peppone jedoch im Gegenteil fachmännisch gewartet und damit erst richtig in Ordnung gebracht. An der Landstraße treffen sich beide noch einmal: Don Camillo nimmt Peppone im Auto mit zum nächsten größeren Bahnhof. Peppone überreicht Don Camillo zum Abschied eine Visitenkarte und erhält im Austausch dafür ein Heiligenbildchen.

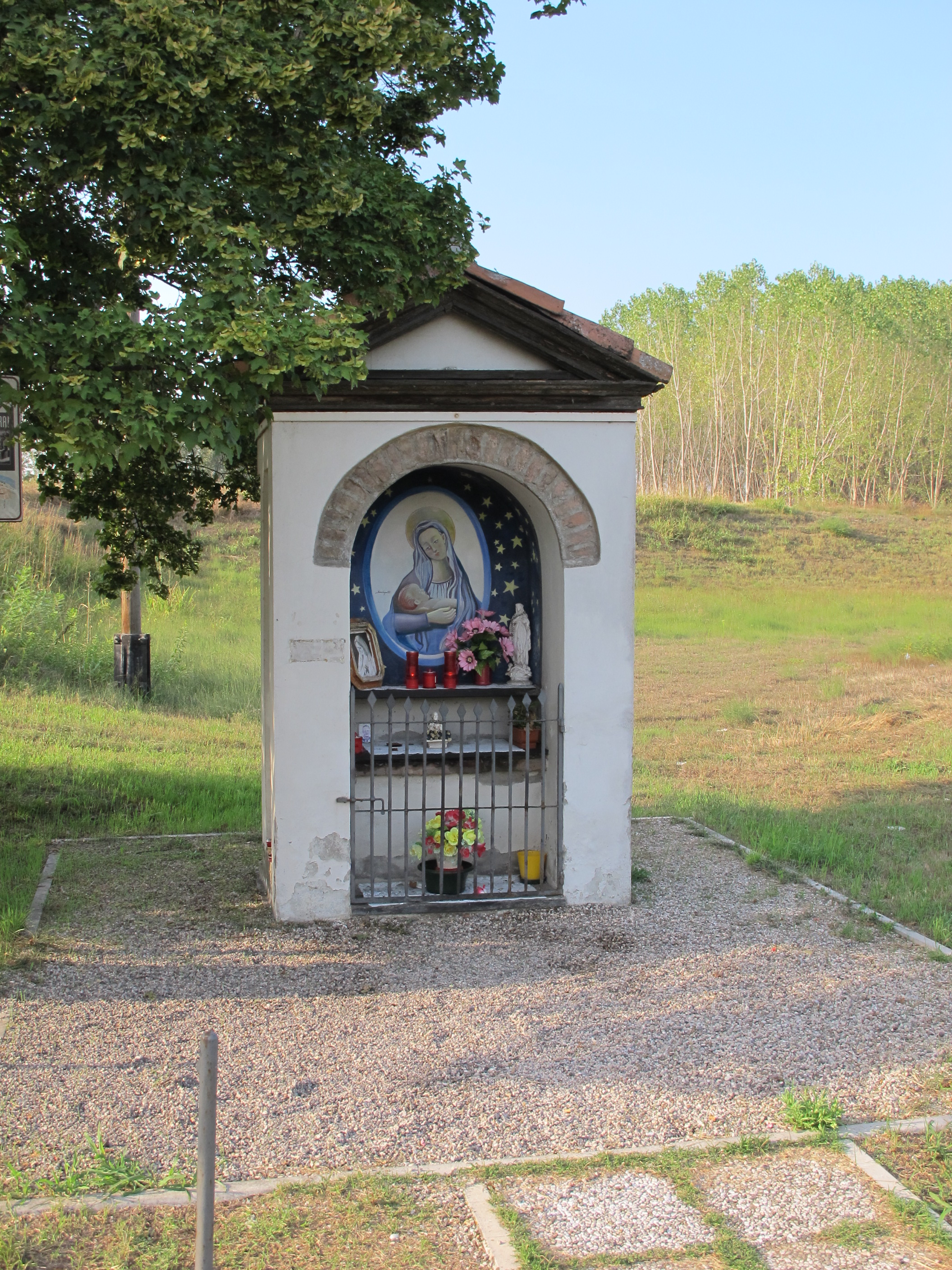
Madonnina del Borghetto

## Synchronisation
Die Synchronfassung stand 1962 in München bei der Riva Synchron GmbH.
| Darsteller          | Rolle                            | Synchronsprecher    |
| ------------------- | -------------------------------- | ------------------- |
| Fernandel           | Don Camillo                      | Klaus W. Krause     |
| Gino Cervi          | Giuseppe Bottazzi (Peppone)      | Werner Lieven       |
| Leda Gloria         | Signora Bottazzi                 | Olga von Togni      |
| Saro Urzì           | Brusco                           | Wolfgang Eichberger |
| Gina Rovere         | Gisela                           | Maria Landrock      |
| Marco Tulli         | Smilzo                           | Alexander Allerson  |
| Valeria Ciangottini | Rosetta Grotti                   | Heidi Treutler      |
| Emma Gramatica      | Desolina                         | Lina Carstens       |
| Karl Zoff           | Walter Bottazzi                  | Werner Uschkurat    |
| Carlo Taranto       | Marasca                          | Walter Ofiera       |
| Armando Bandini     | Don Carlino                      | Kurt Zips           |
| Giuseppe Porelli    | Dr. Galluzzi                     | Robert Klupp        |
| Giulio Girala       | Signor Grotti, Vater von Rosetta | Bum Krüger          |
| n.n.                | Erzähler                         | Claus Biederstaedt  |
| Paul Emile Deiber   | Stimme Jesu                      | Ernst Kuhr          |

## Besonderes
Der im Film gezeigte Bildstock, genannt „Madonnina del Borghetto“, existiert heute noch an derselben Stelle, wenngleich das Mauerwerk nach einer Restaurierung vollständig anders aussieht.
Das Auto, mit dem Don Camillo abgeholt wird, ist ein Alfa Romeo 2500 6C Carrozzeria Boneschi, und der war Anfang der 1960er Jahre, als der Film gedreht wurde, auch keineswegs neu, sondern schon mindestens 12 Jahre alt. Alfas aus den frühen 1950er Jahren aber hatten das Lenkrad trotz Rechtsverkehr durchaus noch auf der rechten Seite. Bevor Peppone sich daran macht, das Auto fahruntauglich zu machen, bemerkt er in der deutschen Synchronfassung „Und mir mögen die FIAT-Werke verzeihen.“
Fernandel spricht seine Dialoge wie üblich in Französisch, weswegen seine Stimme für die Originalfassung durch den italienischen Sprecher Carlo Romano synchronisiert wurde.
Der Titel ist ins Deutsche falsch übersetzt: der entscheidende Punkt der Handlung ist, dass Don Camillo gerade nicht als Pfarrer – womit, wie bei anderen Priestern auch, im Deutschen das Prädikat „Hochwürden“ (und im Italienischen eben Don) einhergeht – eingesetzt wird, sondern an der römischen Kurie (und in diesem Zusammenhang dem Gebrauch entsprechend einen Ehrentitel mit dem Prädikat Monsignore erhalten hat); dies aber „ma non troppo“, also nicht allzu sehr (weil es ihn doch wieder in seine alte Pfarrei zieht).

## Kritiken
- „Eine streckenweise amüsant-witzige Komödie in Fortsetzung der bekannt derben Art der ‚Don Camillo‘-Filme, die gegenüber den Vorgängern etwas vergröbert ausfiel.“ – Lexikon des internationalen Films[3]

## Bearbeitungen für die Bühne
- Riccardo F. Esposito: Don Camillo e Peppone. Cronache cinematografiche dalla Bassa Padana 1951–1965, Le Mani – Microart’s, Recco (Genua, Ligurien, Italien), 2008.

## DVD-Veröffentlichung
- Hochwürden Don Camillo. Vierter Film der Sammleredition (5-DVD-Set) Don Camillo & Peppone. Kinowelt Home Entertainment 2003